# Степове (Кам'янський район)
Степове́ — село в Україні, Кам'янському районі Дніпропетровської області.
Входить до складу Лихівської селищної громади. Населення — 66 мешканців.

## Географія
Село Степове примикає до смт Лихівка. Через село проходить автомобільна дорога Т 0423.

## Населення

### Мова
Розподіл населення за рідною мовою за даними перепису 2001 року:
| Мова       | Кількість | Відсоток |
| ---------- | --------- | -------- |
| українська | 65        | 98.48%   |
| російська  | 1         | 1.52%    |
| Усього     | 66        | 100%     |

## Інтернет-посилання
- Погода в селі Степове

1. ↑  Рідні мови в об'єднаних територіальних громадах України — Український центр суспільних даних